# Kościół Wszystkich Świętych w Gozdowie
Kościół Wszystkich Świętych w Gozdowie – rzymskokatolicki kościół parafialny należący do dekanatu bielskiego diecezji płockiej.
Obecna świątynia została wzniesiona w stylu neogotyckim w latach 1898-1908. Została zaprojektowana przez architektów: Edwarda Cichockiego i Jana Hinza. Kościół został ufundowany przez małżeństwo Florentynę i Mariana Kuskowskich, pochodzących z Kuskowa. Na budowę świątyni państwo Kuskowscy wydali 28 tysięcy rubli w złocie. Kościół posiada trzy wieże. Budowa została rozpoczęta przez księdza Andrzeja Lewandowskiego i dokończona przez księdza Józefa Piekuta. Konsekracja budowli odbyła się w dniu 21 października 1909 roku pod przewodnictwem biskupa Antoniego Juliana Nowowiejskiego. W latach 1942–1945 kościół był zamknięty. świątynia posiada ołtarz główny z bogato wyposażoną nastawą oraz dwa ołtarze boczne, poświęcone Sercu Jezusowemu i św. Antoniemu.